# Pierre François Xavier Chaillet de Verges
Pierre François Xavier Chaillet de Verges, né le 1er octobre 1763 à Lons-le-Saunier (Jura), mort exécuté le 2 juillet 1794 à Paris, est un général de brigade de la Révolution française.

## États de service
Il entre en service à l’école d’artillerie le 1er août 1780, puis il sert comme lieutenant au régiment d’artillerie de Grenoble. En 1792, il est capitaine commandant au régiment d'artillerie de Toul.
Général de brigade le 11 octobre 1793, adjoint au chef de l’état-major de l’armée des Pyrénées-Orientales, il est décrété d’arrestation par le Comité de salut public le 2 nivôse an II (22 décembre 1793) et emprisonné. Il est condamné à mort comme traitre à la patrie le 14 messidor an II (2 juillet 1794), par le tribunal de Paris, et exécuté le jour même.

## Sources
- (en) « Generals Who Served in the French Army during the Period 1789 - 1814: Eberle to Exelmans »
- Lazare Carnot, Correspondance générale de Carnot : novembre 1793-mars 1795, Étienne Charavay,, 1907
- Louis Marie Prudhomme, Histoire générale et impartiale des erreurs, des fautes et des crimes commis pendant la Révolution française, dictionnaire des individus envoyés à la mort judiciairement, S.N, janvier 1797, 586 p. (lire en ligne), p. 281.
- Léon Hennet, Etat militaire de France pour l’année 1793, Siège de la société, Paris, 1903, p. 130.